# Râul Țiganu, Șușița
Râul Țiganu este un curs de apă, afluent al râului Șușița. 